# Retrato de Maria Cristina Bordalo Pinheiro
Retrato de Maria Cristina Bordalo Pinheiro é um óleo sobre tela da autoria do pintor português Columbano Bordalo Pinheiro. Pintado em 1912 e mede 150 cm de altura e 130 cm de largura.
A pintura pertence ao Museu do Chiado de Lisboa.